# Phoneyusa nigroventris
Phoneyusa nigroventris é uma espécie de aranha pertencente à família Theraphosidae (tarântulas).